# Pieter Serry
Pieter Serry   (Aalter, 21 de novembre de 1988) és un ciclista professional belga i actualment corre amb l'equip UCI WorldTeam del Soudal Quick-Step.
Va debutar com a professional el 2010. El 2012 va tenir una destacada actuació en el Volta a Noruega quedant sisè en la general.
Per a la temporada 2013 fitxa per l'equip belga Omega Pharma-Quick Step, arribant així a la màxima categoria professional, la seva actuació més destacada va ser la setena plaça aconseguida al Volta a Llombardia, també participaria en la Volta a Espanya, la seva primera gran volta i on finalitzaria en el lloc 50è de la general.

## Palmarès
- 2014
  - 3r al Campionat de Bèlgica de ciclisme en contrarellotge masculí
- 2018
  - 3r al Tour de Valònia
- 2020
  - 3r al Campionat de Bèlgica de ciclisme en ruta masculí

### Resultats a la Volta a Espanya
- 2013. 50è de la classificació general
- 2014. No surt (20a etapa)
- 2015. 62è de la classificació general
- 2016. 112è de la classificació general
- 2018. 88è de la classificació general
- 2022. No surt (9a etapa)
- 2023. 96è de la classificació general

### Resultats al Giro d'Itàlia
- 2014. 74è de la classificació general
- 2015. Abandona (2a etapa)
- 2016. 70è de la classificació general
- 2017. 105è de la classificació general
- 2019. 38è de la classificació general
- 2020. 28è de la classificació general
- 2021. 56è de la classificació general
- 2022. 148è de la classificació general
- 2023. 60è de la classificació general